# Carex hirtifolia
Carex hirtifolia är en halvgräsart som beskrevs av Kenneth Kent Mackenzie. Carex hirtifolia ingår i släktet starrar, och familjen halvgräs. Inga underarter finns listade i Catalogue of Life.